# Maud Fontenoy
Maud Fontenoy (Meaux, 7 settembre 1977) è una navigatrice francese, nota per aver solcato l'Oceano Atlantico (2003) e l'Oceano Pacifico (2005) a bordo di imbarcazioni a remi.
Dal 16 ottobre 2006 al 14 marzo 2007 percorse il perimetro della zona antartica, partendo da Riunione e navigando da sola per circa 14 500 chilometri.
Cavaliere dell'Ordine nazionale al merito, la Fontenoy fa parte della Commissione oceanografica intergovernativa dell'UNESCO.